# Comitato interministeriale per le informazioni e la sicurezza
Il Comitato interministeriale per le informazioni e la sicurezza (CIIS) era un organo del sistema di intelligence italiano, istituito nel 1977. Dal 2007 soppresso, e le sue funzioni sono svolte dal Comitato interministeriale per la sicurezza della Repubblica.

## Composizione
Il Comitato era presieduto dal presidente del Consiglio dei ministri, che ne disponeva la convocazione, ed era composto dai seguenti Ministri:
- Ministro degli affari esteri;
- Ministro dell'interno;
- Ministro della giustizia;
- Ministro della difesa;
- Ministro dell'economia e delle finanze;
- Ministro delle attività produttive.

## Funzioni
La sua funzione era di fornire parere sulla nomina e sulla revoca dei direttori del Comitato esecutivo per i servizi di informazione e sicurezza (Cesis), del Servizio per le informazioni e la sicurezza militare (Sismi) e del Servizio per le informazioni e la sicurezza democratica (Sisde).